# Hadumod Bußmann
Hadumod Bußmann (ur. 5 czerwca 1933 we Frankfurcie nad Menem) – niemiecka językoznawczyni i mediewistka.

## Życiorys
Studiowała germanistykę, romanistykę i historię sztuki na uczelniach we Frankfurcie nad Menem i Monachium. Przebywała także w Londynie i Paryżu. W 1963 r. została zatrudniona jako asystentka naukowa w Instytucie Filologii Niemieckiej na Uniwersytecie w Monachium. W 1967 r. uzyskała doktorat z dziedziny mediewistyki. W latach 1971–1997 wykładała językoznawstwo germanistyczne w Monachium.
Od czasu przejścia na emeryturę Hadumod Bußmann pracuje jako niezależna pisarka i publicystka. Porusza problematykę kobiet w nauce oraz relacji między płcią a językiem. Jest kuratorką Fundacji Therese von Bayern, programu promującego kobiety w nauce.
Autorka istotnej publikacji językoznawczej Lexikon der Sprachwissenschaft, przetłumaczonej na język angielski, włoski i chiński. 

## Wybrana twórczość
- Lexikon der Sprachwissenschaft (1983)
- Ich habe mich vor nichts im Leben gefürchtet. Die ungewöhnliche Geschichte der Prinzessin Therese von Bayern (2011)
- Die Prinzessin und ihr »Kavalier«. Therese von Bayern und Maximilian Freiherr von Speidel auf Brasilien-Expedition im Jahr 1888 (2013)
- Prinzessin Dr. h. c. Therese von Bayern. Ihr Leben zwischen München und Bodensee – zwischen Standespflichten und Selbstbestimmung (2015)